# Спасский, Алексей Андреевич
Алексей Андреевич Спасский (3 июля 1917, Лукоянов, Лукояновский уезд, Нижегородская губерния, Российская империя — 26 июня 2006, Молдавия) — советский паразитолог и редактор, ученик А. А. Соболева.

## Биография
Отец являлся учёным-преподавателем, мать — учительницей русского языка. По окончании школы поступил в Лукояновский птицеводческий техникум, однако, проучившись 2 курса и не окончив его, уезжает в Горький, намереваясь поступить на физико-математический факультет Горьковского университета. Экзамены он сдал на отлично, однако в учёбе ему отказали по причине того, что его родители были «гнилыми интеллигентами». Ему посоветовали переехать в Сормово и поступить на биологический факультет Горьковского педагогического института, так он и сделал и на экзаменах повторил отличные результаты и поступил туда, а в 1938 году успешно окончил его. В 1938 году устроился на работу в Горьковский медицинский институт, где он работал на кафедре биологии и анатомии вплоть до 1945 года. В 1941 году защитил кандидатскую диссертацию. С 1945 по 1961 год работал в Гельминтологической лаборатории К. И. Скрябина. В 1949 году защитил докторскую диссертацию. В 1961 году переехал в Молдавскую ССР, где вплоть до 1963 года заведовал лабораторией паразитологии Института зоологии. Награждён Премией имени К. И. Скрябина, а также огромным количеством орденов и медалей.

## Редакторская деятельность
- Главный редактор журнала Известия АН Молдавской ССР.
- Инициатор создания Ихтиологического журнала АН СССР.
- Инициатор создания международного журнала Гельминтология.
- Редактор выпуска десятка книг и брошюр.

## Научные работы
Основные научные работы посвящены общей цестодологии. Выдающиеся учёный с мировым именем, написавший 1260 научных работ и 10 монографий. Подготовил около 500 докторов наук (50 официальных и сотни неофициальных), воспитал плеяду молодых учёных.
- Выявил ранее неизвестные морфологические структуры.
- Изучал особенности экологии разных видов цепней.

## Избранные сочинения
- Аноплоцефалиты — ленточные гельминты домашних и диких животных. — Кишинёв : Штиинца, 1951.— 735 с.
- Основы цестодологии. 1951—1963.
- Спасский А. А., Андрейко О. Ф., Селиванова Н. В. Эхинококкоз и ценуроз сельскохозяйственных животных в Молдавии и меры борьбы с этими заболеваниями / Акад. наук Молдав. ССР. Ин-т зоологии. — Кишинёв: Штиинца, 1962. — 28 с.
- Спасская Л. П., Спасский А. А. Цестоды птиц СССР: Дилепидиды сухопутных птиц. — М.: Наука, 1977. — 300 с.
- Спасская Л. П., Спасский А. А. Цестоды птиц СССР: Дилепидиды лимнофильных птиц. — М.: Наука, 1978. — 316 с.

## Членство в обществах
- 1961-91 — Академик АН Молдавской ССР.
- 1961-76 — Вице-президент АН Молдавской ССР.